# Władimir Gubariew
Władimir Stiepanowicz Gubariew (ros. Владимир Степанович Гу́барев; ur. 1938, zm. 25 stycznia 2022) – radziecki pisarz i dziennikarz. Autor utworów science fiction. Wchodził w skład zespołu pisarzy tworzących wspólnie pod pseudonimem Paweł Bagriak. 
Laureat Nagrody Państwowej ZSRR.
Pochowany na Cmentarzu Trojekurowskim w Moskwie.

## Nagrody i odznaczenia
- Nagroda Państwowa ZSRR
- Nagroda Leninowskiego Komsomołu
- Order „Znak Honoru” (dwukrotnie)